# Санта Круз (Тексас)
Санта Круз (енгл. Santa Cruz) насељено је место без административног статуса у америчкој савезној држави Тексас.

## Демографија
По попису из 2010. године број становника је 54, што је 576 (-91,4%) становника мање него 2000. године.
| Група             | 2000.       | 2010.       |
| Белци             | 2 (0,3%)    | 0 (0,0%)    |
| Афроамериканци    | 4 (0,6%)    | 0 (0,0%)    |
| Азијати           | 0 (0,0%)    | 0 (0,0%)    |
| Хиспаноамериканци | 628 (99,7%) | 54 (100,0%) |
| Укупно            | 630         | 54          |